# Lumbrineridae
Lumbrineridae é uma família de Polychaeta pertencente à ordem Eunicida.

## Géneros
Géneros:
- Abyssoninoe Orensanz, 1990
- Aotearia Benham, 1927
- Augeneria Monro, 1930